# Nel cuore nell'anima/Ladro
Nel cuore, nell'anima/Ladro è un singolo dell'Equipe 84 pubblicato in Italia nel 1967.

## Descrizione
Entrambi i brani sono scritti da Mogol e Lucio Battisti e furono inclusi successivamente nell'album Stereoequipe
Il disco riscosse un notevole successo fino a raggiungere, nel gennaio del 1968, la 3ª posizione della hit parade italiana.

## Tracce
Lato A
1. Nel cuore, nell'anima (testo: Mogol – musica: Lucio Battisti)

Lato B
1. Ladro (testo: Mogol – musica: Lucio Battisti)

## Formazione
- Maurizio Vandelli: voce solista, chitarra, tastiere
- Victor Sogliani: voce, basso
- Alfio Cantarella: batteria
- Franco Ceccarelli: voce, chitarra